# Tranwell
Tranwell är en ort i civil parish Mitford, i grevskapet Northumberland i England. Orten är belägen 3 km från Morpeth. Tranwell var en civil parish 1894–1955 när det uppgick i Mitford. Civil parish hade 154 invånare år 1951.